# Transferencia de baja energía

Transferencia de baja energía

Se denomina transferencia de baja energía, o trayectoria de baja energía, a una ruta en el espacio que permite a una nave espacial cambiar de órbita utilizando una mínima cantidad de combustible. Estas rutas funcionan en el sistema Tierra-Luna y también en otros sistemas, como por ejemplo un viaje de la Tierra a Marte o entre las lunas de Júpiter. La desventaja de dichas trayectorias es que por lo general requieren largos tiempos de tránsito en comparación con la transferencia de alta energía (más cantidad de combustible), tales como las órbitas de transferencia de Hohmann.
Las transferencias de baja energía son también denominadas trayectorias de estabilidad débil, o trayectorias de captura balística.
Las transferencias de baja energía recorren trayectorias especiales en el espacio, que a veces son denominadas red de transporte interplanetario.  El viaje utilizando estos "caminos" permite recorrer grandes distancias con muy pequeñas variaciones en la velocidad o delta-v.
Entre las misiones que han utilizado transferencias de baja energía se cuentan:
- Hiten, de JAXA
- SMART-1, de la ESA
- Mars Orbiter Mission, de ISRO
- Génesis, de NASA.[3]
- GRAIL, de NASA.[4][5]

Entre las misiones propuestas que podrían utilizar transferencias de baja energía se encuentran:
- European Student Moon Orbiter (ESMO)
- Mars Direct